# خارکوه
خارکوه (به ترکی آذربایجانی: Kharko) یک منطقهٔ مسکونی در جمهوری آذربایجان است که در شهرستان شابران واقع شده‌است.